# La Vie Claire
El equipo La Vie Claire, conocido posteriormente como Toshiba fue un equipo ciclista francés que compitió profesionalmente entre el 1984 y 1991. Los patrocinadores fueron La Vie Claire, una empresa de alimentación biológica, y posteriormente la compañía japonesa Toshiba.
De su palmarés destaca sobre todo los dos triunfos finales al Tour de Francia y uno al Giro de Italia

## Corredor mejor clasificado en las Grandes Vueltas
| Año  | Giro de Italia      | Tour de Francia           | Vuelta a España |
| ---- | ------------------- | ------------------------- | --------------- |
| 1984 | -                   | 2.º Bernard Hinault       | -               |
| 1985 | 1.º Bernard Hinault | 1.º Bernard Hinault       | -               |
| 1986 | 4.º Greg LeMond     | 1.º Greg LeMond           | -               |
| 1987 | 10.º Steve Bauer    | 3.º Jean-François Bernard | -               |
| 1988 | 12.º Marc Madiot    | 65.º Philippe Leleu       | -               |
| 1989 | -                   | 24.º Fabrice Philipot     | -               |
| 1990 | -                   | 47.º Philippe Louviot     | 10.º Denis Roux |
| 1991 | -                   | 16.º Denis Roux           | -               |

## Anuario
| Año  | Nombre                     | Bicicleta       | Dirección                                                                         |
| ---- | -------------------------- | --------------- | --------------------------------------------------------------------------------- |
| 1984 | La Vie Claire-Terraillon   | LOOK            | Dir. deportivo: Philippe Crépel, Paul Köchli, Maurice Le Guilloux, Bernard Tapie  |
| 1985 | La Vie Claire-Wonder-Radar | LOOK            | Dir. deportivo: Paul Köchli, Maurice Le Guilloux, Bernard Tapie                   |
| 1986 | La Vie Claire-Wonder-Radar | Bernard Hinault | Dir. deportivo: Paul Köchli, Maurice Le Guilloux, Bernard Tapie, Michel Laurent   |
| 1987 | Toshiba-Look-La Vie Claire | LOOK            | Dir. deportivo: Paul Köchli, Maurice Le Guilloux, Bernard Tapie                   |
| 1988 | Toshiba                    | LOOK            | Dir. deportivo: Patrick Cluzaud, Yves Hézard, Maurice Le Guilloux, Bernard Tapie  |
| 1989 | Toshiba                    | LOOK            | Dir. deportivo: Patrick Cluzaud, Yves Hézard, Maurice Le Guilloux                 |
| 1990 | Toshiba                    | Raleigh         | Dir. deportivo: Patrick Cluzaud, Yves Hézard, Maurice Le Guilloux                 |
| 1991 | Toshiba                    | Raleigh         | Dir. deportivo: Patrick Cluzaud, Bernard Vallet, Maurice Le Guilloux, Marc Durant |

## Principales resultados
- Giro de Lombardía: Bernard Hinault (1984)
- Clásica San Sebastián: Niki Rüttimann (1984)
- Cuatro Días de Dunkerque: Bernard Hinault (1984), Pascal Poisson (1988)
- Vuelta a Suiza: Andrew Hampsten (1986)
- Ruta del Sur: Niki Ruttimann (1986)
- Flecha Valona: Jean-Claude Leclercq (1987)
- París-Camembert: Andreas Kappes (1989)
- Tour del Oise: Andreas Kappes (1989)
- París-Niza: Tony Rominger (1991)

### En las grandes vueltas
- Vuelta a España
  - 1 participaciones (1990)
  - 2 victorias de etapa:
    - 2 a la 1990: Denis Roux, Jean-François Bernard

- Tour de Francia
  - 8 participaciones (1984, 1985, 1986, 1987, 1988, 1989, 1990, 1991)
  - 12 victorias de etapa:
    - 1 el 1984: Bernard Hinault
    - 3 el 1985: Bernard Hinault (2), Greg LeMond
    - 6 el 1986: Niki Ruttimann, Bernard Hinault (3), Jean-François Bernard, Greg LeMond
    - 2 el 1987: Jean-François Bernard (2)

  - 2 victorias final: Bernard Hinault (1985), Greg LeMond (1986)
  - 10 clasificaciones secundarias:
    - Premio de la combatividad: Bernard Hinault (1984, 1986)
    - Clasificación de la combinada: Greg LeMond (1985, 1986), Jean-François Bernard (1987)
    - Gran Premio de la montaña: Bernard Hinault (1986)
    - Clasificación de los jóvenes: Andrew Hampsten (1986), Fabrice Philipot (1989)
    - Clasificación por equipos: (1985, 1986)

- Giro de Italia
  - 4 participaciones (1985, 1986, 1987, 1988)
  - 7 victoria de etapa:
    - 1 el 1985: Bernard Hinault
    - 1 el 1986: Bernard Hinault
    - 1 el 1987: Jean-François Bernard
    - 4 el 1988: Jean-François Bernard (3), Andreas Kappes

  - 1 victoria final: Bernard Hinault (1985)